# 青森県道254号大町三沢線
青森県道254号大町三沢線（あおもりけんどう254ごう おおまちみさわせん）は、青森県三沢市を通る一般県道である。

## 概要
三沢市大町3丁目で青森県道8号八戸野辺地線から分岐し、三沢市南町・東町・南山などを通って同市三川目で国道338号に合流する。

### 路線データ
- 起点 : 三沢市大町[1]
- 終点 : 三沢市大字三沢[1]

## 歴史
- 1976年（昭和51年）3月30日 - 県道に認定される[1]。

## 路線状況

### 重複区間
- 青森県道10号三沢十和田線 : 三沢市大町3丁目 - 三沢市堀口交点

## 地理

### 交差する道路
- 青森県道8号八戸野辺地線・青森県道10号三沢十和田線（三沢市大町、起点）
- 青森県道10号三沢十和田線（三沢市堀口）
- 東部上北広域農道（三沢市大津）
- 国道338号（三沢市大字三沢、終点）

### 沿線の施設など
青森県道10号三沢十和田線重複区間
- ケーズデンキ三沢店（旧デンコードー三沢店）
- 三沢自動車学校
- 三沢市立木崎野小学校
- 木崎野温泉

単独区間
- ユニバース三沢堀口店
- 三川目工業団地